# 政務司司長公館

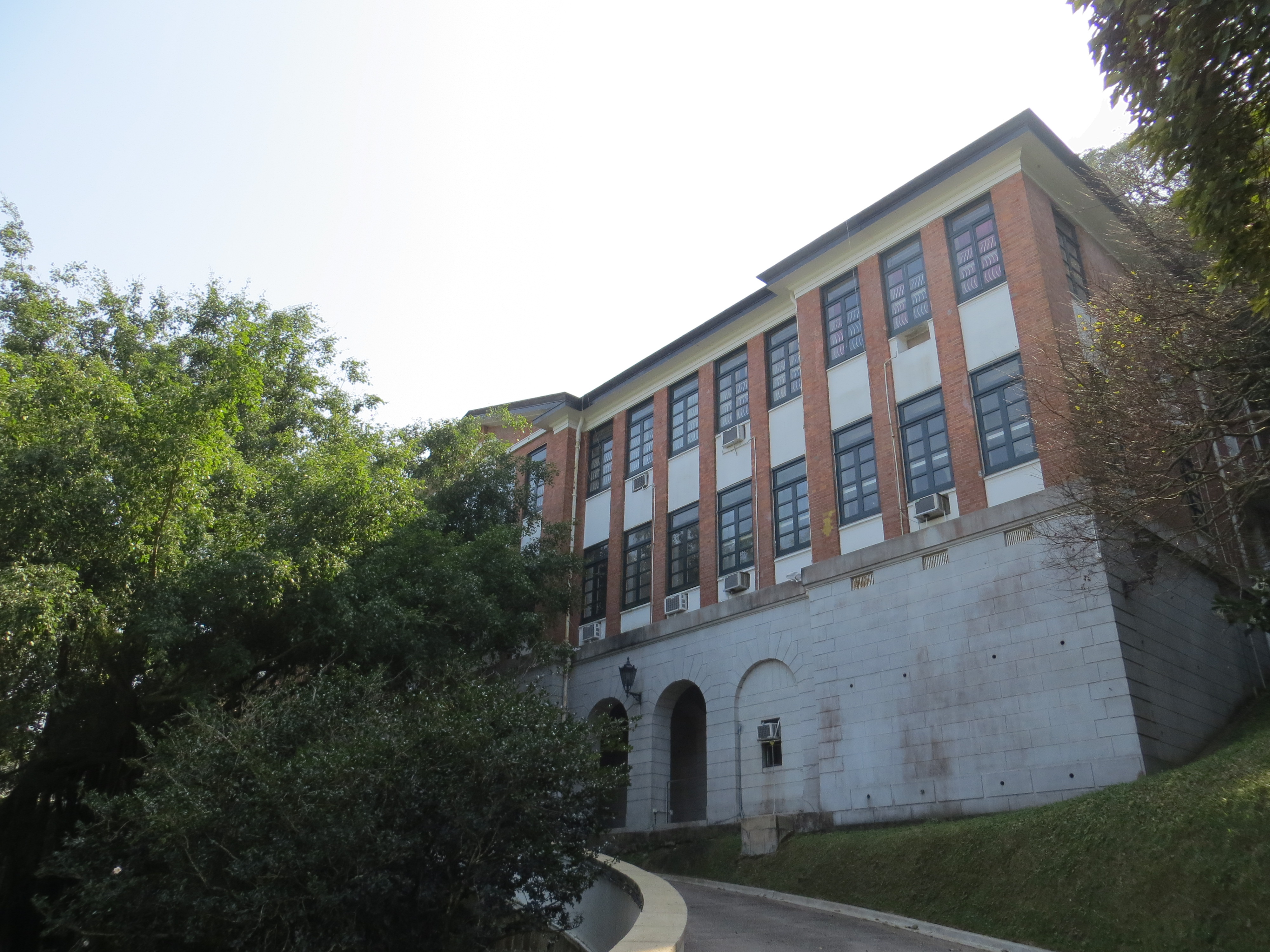
舊域多利醫院

政務司司長公館，又稱政務司司長官邸，是香港政務司司長的官邸，位於香港島太平山頂白加道15號。公館於1951年興建，由工務司署設計，新昌營造承建，作為輔政司的官邸，後來職位名稱先後改為布政司和政務司司長，建築物的稱呼亦隨之而變。該建築已被列為香港二級歷史建築。
輔政司官邸在拆卸後的舊域多利醫院主樓原址興建。官邸首名入住者為時任輔政司列誥爵士（John Fearns Nicoll），此後各輔政司、布政司均有入住該官邸。在主權移交後的數任政務司司長當中，2005年至2007年出任此職的許仕仁，選擇繼續居於其禮頓山的寓所。而2011年至2012年出任此職的林瑞麟，在上任時因為前任唐英年尚未搬離，再加上距離當屆政府任期結束僅剩9個月，而選擇不遷入官邸。